# Monceau (Luik)
Monceau is een gehucht in de Belgische provincie Luik. Het ligt op het grondgebied van La Gleize, een deelgemeente van Stoumont. Monceau ligt nabij de Amblève en Cheneux. Het ligt 260 meter boven de zeespiegel en telt slechts twintig huizen.
Deelgemeenten: Chevron · La Gleize · Lorcé · Rahier · Stoumont

Overige kernen: Andrimont · Borgoumont · Chauveheid · Cheneux · Chession · Chevrouheid · Cour · Egbômont · Froidville · Habiémont · Heilrimont · La Venne · Les Forges · Meuville · Monceau · Moulin-du-Ruy · Roanne · Ruy · Targnon · Xhierfomont

Belgische gemeenten · arrondissement Verviers · provincie Luik · Wallonië